# Convenzione di Nootka
Le convenzioni di Nootka furono una serie di accordi stipulati tra Impero spagnolo e Regno di Gran Bretagna nel decennio del 1790, che scongiuravano una guerra tra i due imperi basata sulle contese di territori della costa occidentale dell'America settentrionale.

## Descrizione
La Spagna reclamava quei territori da circa 300 anni, ovvero da quando una bolla papale del 1494 aveva diviso il mondo, garantendo alla Spagna il diritto esclusivo di colonizzare la costa pacifica dell'America settentrionale. Questa bolla papale non fu riconosciuta dai britannici (che erano governati da protestanti) né dai russi (governati dai cristiano ortodossi). Gli inglesi chiedevano quelle terre dal viaggio di Francis Drake del 1579, ed anche a causa della precedente scoperta del capitano James Cook nel 1778, nonostante un viaggio spagnolo avesse raggiunto la latitudine delle isole Regina Carlotta nel 1774, senza però sbarcare.
La disputa iniziò quando la Spagna, in difesa delle sue pretese, assediò le terre colonizzate dal britannico John Meares sull'isola di Nootka, portando a quella che divenne nota come crisi di Nootka e che rischiò di portare ad una guerra tra imperi per il controllo del Pacifico. Anche la Russia vantava diritti su quelle terre, in base alla sua precedente presenza commerciale nella zona. La Russia pretendeva il controllo delle terre fino alla California, e proprio per questo motivo la Spagna si sforzava di rafforzare i propri diritti con esplorazioni ed insediamenti.
Le convenzioni di Nootka degli anni 1790, negoziate fra George Vancouver e la sua controparte spagnola Juan Francisco de la Bodega y Quadra, permisero di evitare la guerra. Il primo accordo fu firmato il 28 ottobre 1790. Il secondo venne siglato nel febbraio del 1793 e prevedeva anche un risarcimento a John Meares per l'assedio che le sue navi avevano subito a Nootka nel 1789. Con la terza firma, fatta l'11 gennaio 1794, gli spagnoli non rinunciavano alle proprie rivendicazioni, ma permettevano semplicemente ad altri stati il commercio presso la baia di Nootka, dove dal 1789 si trovava il presidio spagnolo di Forte San Miguel. A partire dalla terza convenzione il forte spagnolo di Nootka diventava accessibile a tutte le potenze, fossero esse composte di russi, britannici o altro.
I neonati Stati Uniti non erano ancora interessati a quella porzione di territorio. I diritti spagnoli furono in seguito acquistati dagli Stati Uniti con il trattato Adams-Onís firmato nel 1819. Gli statunitensi credevano di aver comprato dalla Spagna i diritti esclusivi; questa convinzione portò ad una disputa con il Regno Unito, nota come disputa sui confini dell'Oregon. Questa crisi si risolse solo con il trattato dell'Oregon del 1846, che divideva il territorio conteso istituendo quello che poi sarebbe diventato il confine internazionale tra Stati Uniti d'America e Canada.
Nonostante le convenzioni di Nootka avessero teoricamente aperto anche agli inglesi la colonizzazione della costa del Pacifico fino all'Alaska, l'inizio delle guerre napoleoniche ne impedì lo sfruttamento (come invece fu raccomandato da Vancouver al tempo), e la colonizzazione della regione fu abbandonata. Alla Hudson's Bay Company, ultima rappresentanza inglese della regione, fu vietata ogni colonizzazione o altra attività economica, attività che non ripresero fino alla corsa all'oro del Fraser Canyon del 1858. Questa corsa ridiede vita alle richieste britanniche che portarono alla creazione della colonia della Columbia Britannica.